# República de Mirdita

Escut de Mirdita

República de Mirdita (Fou una república no reconeguda de curta durada, declarada al nord d'Albània per Marka Gjoni i els seus seguidors. Va existir entre el 17 de juliol i 20 de novembre 1921.

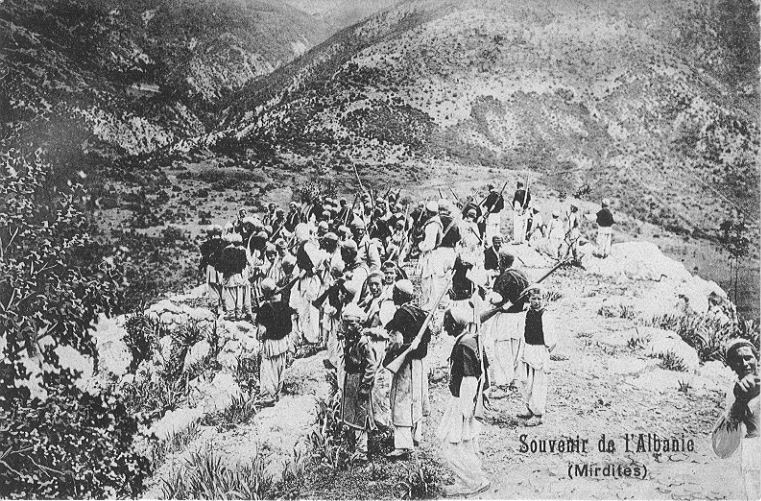
Rebel·lió de Mirdites contra els otomans

Mirdita és una important regió del centre i el nord d'Albània. Pobla la part meridional de la regió muntanyosa que ocupa el Drin central i que a Munela assoleix una altura de 2.000 m. El país, que porta el nom de Mirdita i que està limitat al nord pel Dukadschin, a l'est per Valmor, al sud pel mont Salkota (1.714) i a l'oest pels monts fronterers a la mar Adriàtica, correspon una extensió de 1.400 km², que en el temps de la seva independència contava entre 20 i 25 mil habitants catòlics, que posaren en peu de guerra un exèrcit de 6.000 homes. No hi ha cap ciutat, i la seva població més important és Orosi, amb escoles i un gran temple que en el seu temps fou residència del cap espiritual (un abat mitrat).
Parlant el dialecte gego. Des de principis del segle xviii estaven governats per prínceps de la sang, anomenats capitans, el fundador dels quals fou Dchon Marku. El país està dividit en cinc barjaks, à saber: Orosi, Spaci, Kusneni, Fani i Dibri, cadascun dels quals està governat per un barjaktar (abanderat), el qual acabdilla al poble en la guerra i en temps de pau recolza els consellers municipals.
Els tractats amb Turquia i amb les tribus circumveïnes se sotmetien a la deliberació de l'assemblea popular, que es reunia tots els anys en l'església de Sen Pal, d'Orosi. La vida social es regulava d'acord amb les Kanuni Leck Dukadchinit, o sigui, certes lleis en vigència des de quatre-cents anys, les infraccions de les quals es castigaven amb la confiscació del bestiar, ja que el bestiar, a manca de moneda, constituïa el recurs general de l'intercanvi. Per això, els mirdites eren tinguts per lladres de bestiar, que molestaven sens parar als tractants que feien la ruta de la carretera de Shkodër i Prizren, entorpint a vegades el tràfic setmanes senceres.

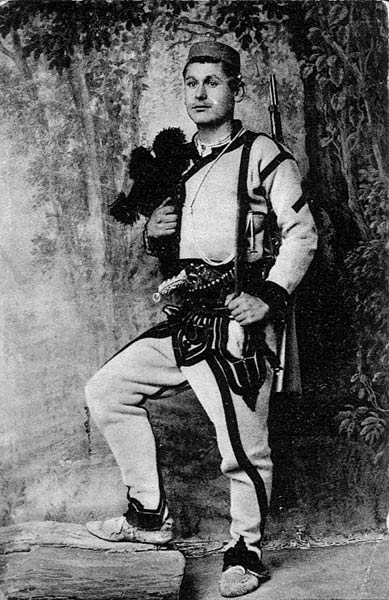
Soldat Mirdita

El furt fora del seu territori manca de sanció; per contra, la venjança sagnant era reprimida fortament.
La principal activitat dels mirdites és l'agricultura i la cria de bestiar; vestien com els habitants del centre d'Albània, o sigui un vestit llarg de franel·la subjectat per un cinturó vermell, calces de lli i avarques. Són catòlics, però quant a pràctiques externes no tenen més que desdejuni i les processons. Vivien en miserables barraques de pedra. Fora de Orosi, no hi havia escoles més que a Kacinjeti i a Spaci. Mai un mirdita es casa amb dona de la seva tribu, mirant-se entre ells aquesta boda com una espècie d'incest. La costum general consisteix a raptar una dona de les tribus musulmanes properes, batejar-la i després celebrar el matrimoni d'acord amb el ritu catòlic.
Els mahometans no solen oposar-se al rapte, perquè és ben sabut entre ells que després serà remunerat el pare de la raptada. Les dones contrauen matrimoni amb els albanesos d'altres tribus. L'adúltera era sepultada sota una pila de pedres pel seu parent més proper, i el cap de l'amant s'enviava al marit per a notificar-li el càstig. La instrucció era nul·la.